# Бердалиев, Дархан Алиевич
Дархан Алиевич Бердалиев (15 декабря 1963, Аральск, Кызылординская область, Казахская ССР, СССР — 8 мая 2021) — казахстанский государственный и политический деятель. Чрезвычайный и Полномочный Посол Республики Казахстан в Республике Корея (2001—2012).
Имеет дипломатический ранг Чрезвычайного и Полномочного Посланника I класса. Награждён Европейской премией за поддержку искусства Европейского Союза искусств, имеет звание почётного гражданина города Сеул, а также почетного доктора Каннамского университета Республики Корея.
Обучался в Казахском национальном университете имени аль-Фараби.

## Биография
В 1987 по 1989 годы — учитель математики средней школы г. Алматы
с 1989 по 1990 годы — секретарь Комитета Комсомола Алматинского железнодорожного института
с 1990 по 1992 годы — слушатель Дипломатической Академии МИД СССР
С 1992 по 1994 годы работал Вице-президентом АО «Астана»
С 1994 по 1996 годы — Президент Казахстанско-корейского инвестиционного агентства
в 1998—1999 годах — представитель торгово-экономического представительства РК в США
В 1999—2001 гг. — директор Департамента двустороннего сотрудничества МИД РК
в 2001—2003 гг. — Временный поверенный в делах Республики Казахстан в Чешской Республике
в 2003—2006 гг. — Чрезвычайный и Полномочный Посол Республики Казахстан в Республике Корея.
С 2006 по июнь 2008 гг. — в системе МИД РК.
С июня 2008 — 27 янв. 2012 — Чрезвычайный и Полномочный Посол Республики Казахстан в Республике Корея (г. Сеул).

## Примечание
1. ↑  tengrinews.kz. Умер бывший посол Казахстана в Корее Дархан Бердалиев. Главные новости Казахстана - Tengrinews.kz (19 мая 2021). Дата обращения: 3 июня 2021. Архивировано 3 июня 2021 года.
2. ↑  БЕРДАЛИЕВ Дархан Алиевич | ЦентрАзия. centrasia.org. Дата обращения: 3 июня 2021. Архивировано 3 июня 2021 года.